# 安宅短吻獅子魚
安宅短吻獅子魚，為輻鰭魚綱鮋形目杜父魚亞目獅子魚科的其中一種，分布於東南太平洋的Atakama海溝，棲息深度2710-3080公尺，為深海底棲性魚類，體長可達4.7公分，屬肉食性，生活習性不明。

## 擴展閱讀
維基物種上的相關：安宅短吻獅子魚